# 牛田站 (廣島縣)
牛田站（日语：／ Ushita eki */?）是位於廣島縣廣島市東區牛田新町二丁目，廣島高速交通的廣島新交通1號線（Astram線）車站。

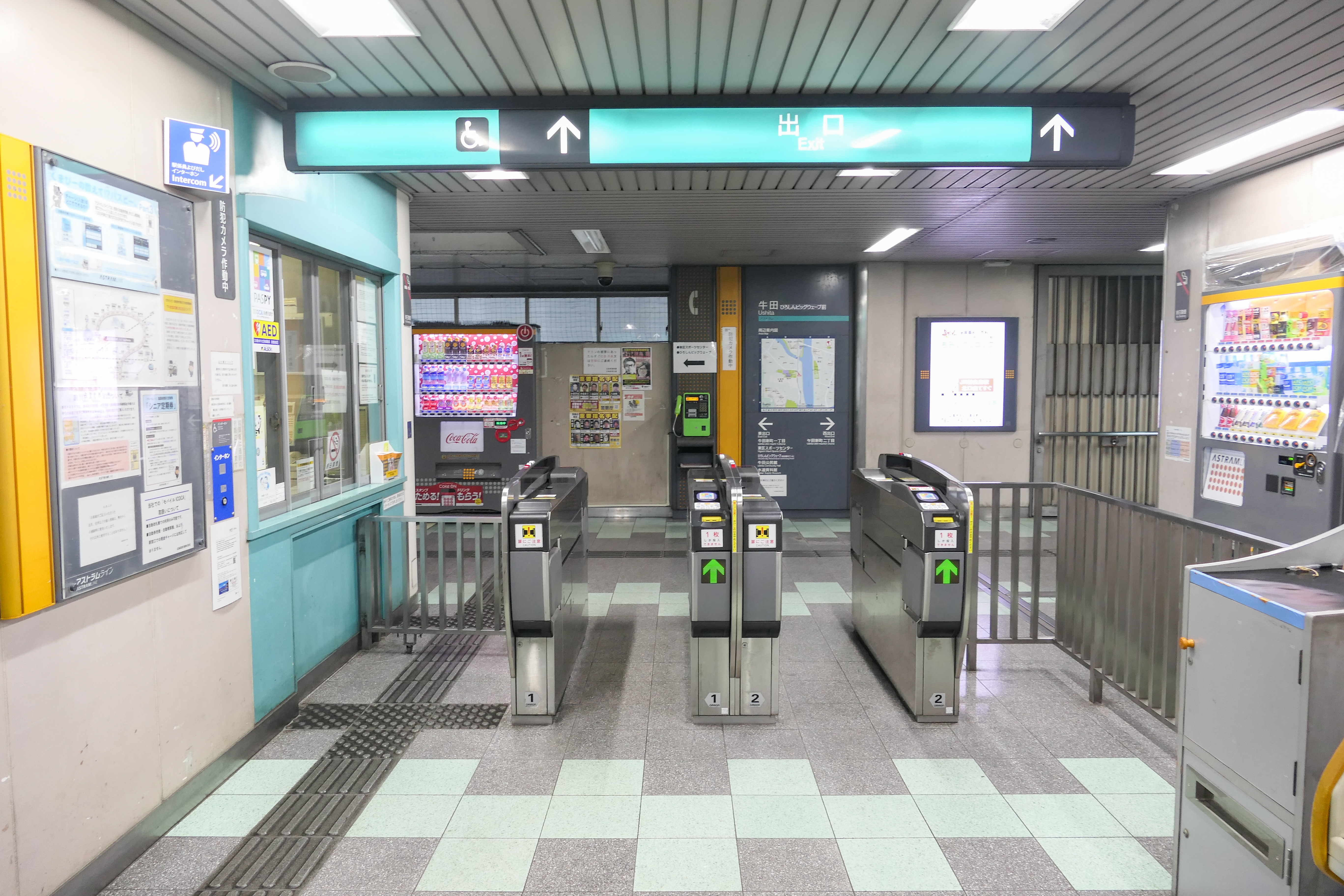
驗票口（2023年12月）

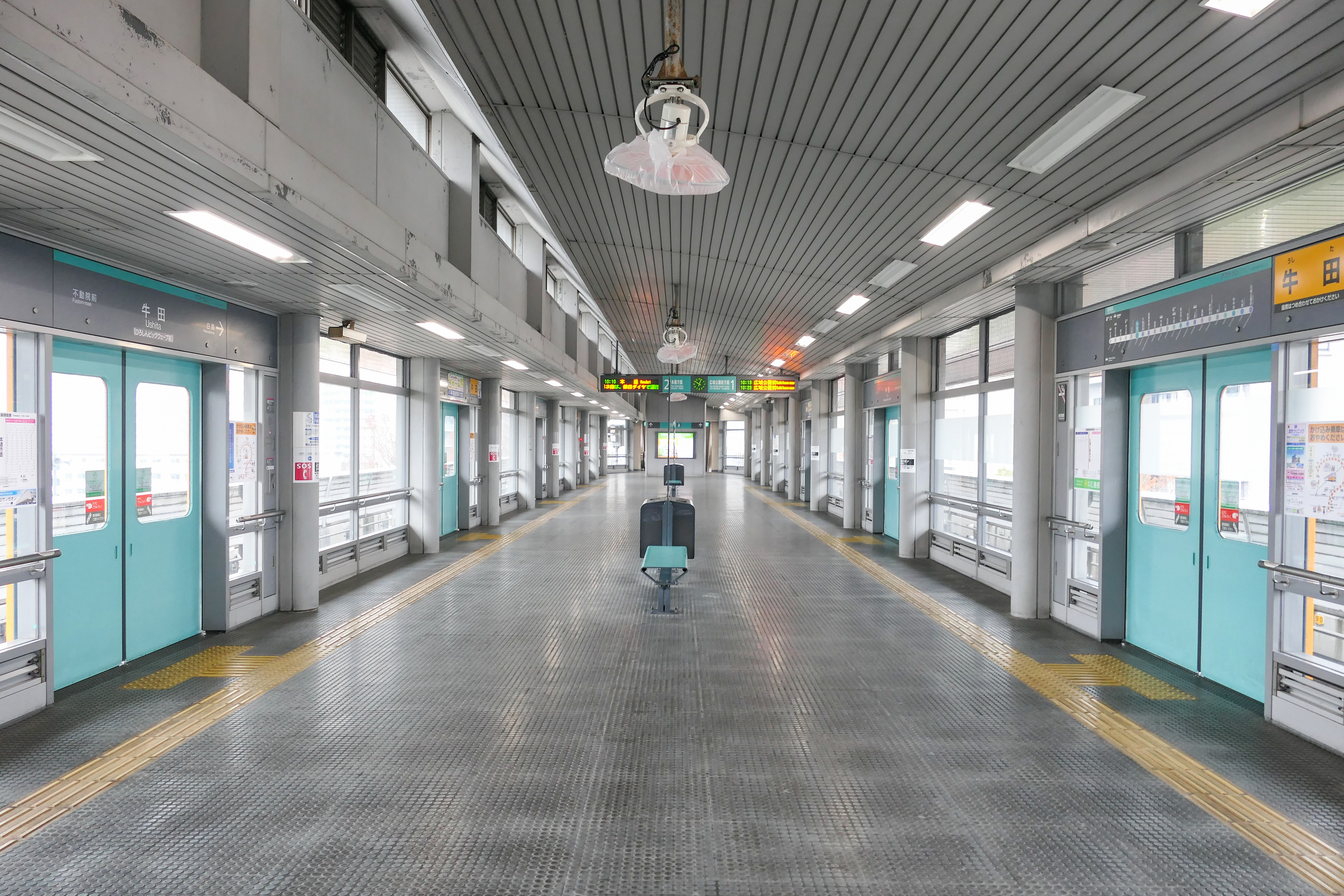
月台（2023年12月）

## 歷史
- 1994年（平成6年）8月20日 - 車站啟用[1]。
- 1999年（平成11年）3月20日 - 在時間表修正後，此站成為急行列車通過站[1]。
- 2001年（平成13年） - 成為業務委託車站[2]。
- 2004年（平成16年）3月20日 - 在時間表修正後，取消急行列車班次，所有列車停靠此站[1]。
- 2009年（平成21年）8月8日 - 此站開始可以使用PASPY[1]。
- 2015年（平成27年） - 站內廣播與月台發車牌翻新至與新白島站同等級。

## 車站構造
車站是一座架空車站，設有1面2線的島式月台。月台下一層設有售票機和閘機。
車站顏色為■綠色。

### 月台
| 月台 | 路線             | 上下行 | 方向           |
| ---- | ---------------- | ------ | -------------- |
| 1    | ■廣島新交通1號線 | 下行   | 廣域公園前方向 |
| 2    | ■廣島新交通1號線 | 上行   | 本通方向       |

## 車站周邊
- 廣信Big Wave（日语：広島市総合屋内プール）（室內泳池、滑冰場）
- 東區體育中心
- 中國JR巴士「東區體育中心入口」巴士站

## 利用狀況
以下數據取自《廣島市統計書》。Astram線公開了「1年總乘車人次」和「1年總下車人次」。1日平均乘車人次數據中，是以當年度的總乘車人次除以365（閏年為366），再取自小數點後1位。Astram線所提供的數據以1,000人為單位，因此，平均數中會有誤差。
| 年度               | 1日平均 乘車人次 | 1年總 乘車人次 | 1年總 下車人次 |
| ------------------ | ---------------- | -------------- | -------------- |
| 1995年（平成07年） | 939.9            | 344,000        | 323,000        |
| 1996年（平成08年） | 978.1            | 357,000        | 337,000        |
| 1997年（平成09年） | 994.5            | 363,000        | 342,000        |
| 1998年（平成10年） | 1,035.6          | 378,000        | 361,000        |
| 1999年（平成11年） | 1,035.5          | 379,000        | 365,000        |
| 2000年（平成12年） | 1,008.2          | 368,000        | 355,000        |
| 2001年（平成13年） | 989.0            | 361,000        | 345,000        |
| 2002年（平成14年） | 945.2            | 345,000        | 326,000        |
| 2003年（平成15年） | 918.0            | 336,000        | 319,000        |
| 2004年（平成16年） | 879.5            | 321,000        | 299,000        |
| 2005年（平成17年） | 854.8            | 312,000        | 294,000        |
| 2006年（平成18年） | 884.9            | 323,000        | 308,000        |
| 2007年（平成19年） | 852.5            | 312,000        | 294,000        |
| 2008年（平成20年） | 816.4            | 298,000        | 284,000        |
| 2009年（平成21年） | 783.6            | 286,000        | 270,000        |
| 2010年（平成22年） | 819.2            | 299,000        | 286,000        |
| 2011年（平成23年） | 890.7            | 326,000        | 310,000        |
| 2012年（平成24年） | 956.2            | 349,000        | 330,000        |
| 2013年（平成25年） | 1,019.2          | 372,000        | 350,000        |
| 2014年（平成26年） | 1,016.4          | 371,000        | 349,000        |
| 2015年（平成27年） | 1,114.8          | 408,000        | 386,000        |
| 2016年（平成28年） | 1,180.8          | 431,000        | 410,000        |
| 2017年（平成29年） | 1,180.8          | 431,000        | 411,000        |
| 2018年（平成30年） | 1,274.0          | 465,000        | 448,000        |
| 2019年（令和元年） | 1,300.5          | 476,000        | 455,000        |

## 相鄰車站
廣島高速交通
廣島新交通1號線（Astram線）
[[白
站|白島]]－牛田－不動院前

## 注腳
1. 1 2 3 4 5  曾根悟（監修）. 朝日新聞出版分冊百科編集部（編集） , 编. . 週刊朝日百科. 30号 モノレール・新交通システム・鋼索鉄道. 朝日新聞出版. 2011-10-16: 25 （日语）.
2. ↑   (PDF). 廣島高速交通.   [2017-08-08]. （原始内容存档 (PDF)于2021-06-02） （日语）.

## 外部連結
- Astram線　官方網站 （页面存档备份，存于）（日語）